# Iggesunds järnvägsstation
Iggesunds järnvägsstation är en järnvägsstation i Iggesund i Hälsingland, vid Ostkustbanan. Stationen är belägen mellan Iggesunds centrum och bostadsområdet Kryllbo och trafikeras dagligen av viss godstrafik samt av persontrafik i form av X-Tåget. 
Stationen öppnades norrut 1924 och söderut 1927. År 1933 togs den över av SJ och användes under flera år för såväl gods- som persontågstrafik men upphörde som persontågsstation år 1966 när det beslutades att SJ endast skulle trafikera de större stationerna utefter Ostkustbanan. Godstågen fortsatte dock att trafikera stationen som tidigare.
Det ursprungliga stationshuset revs ca 1990. År 2001 beslutade länstrafiken sig för att börja bedriva lokaltågstrafik, X-Tåget, mellan Gävle och Gnarp. Iggesunds station återinsattes som persontågsstation, dock utan stationsbyggnad.

## Fotnoter
1. ↑  https://web.archive.org/web/20070622232751/http://web.telia.com/~u18118669/okb/linje/iggesund.htm%27%27 2008-01-15 17:38